# 라이브웍스컴퍼니
라이브윅스컴퍼니는 대한민국의 연예기획사이다.

## 소속 연예인
- 신화:신혜성
- 신화/신화 WDJ:전진
- 규빈

## 과거 소속 연예인
- 린
- 소년 24
- 원팀:BC&루빈&진우&제현&정훈
- 이선민
- 신화/신화 WDJ:김동완&이민우